# 노다 우이치
노다 우이치(일본어: 野田 卯一, 1903년 9월 10일~1997년 1월 29일)는 초선 참의원 의원과 9선 중의원 의원을 지낸 일본의 정치인이다.

## 생애
1903년 9월 10일에 기후현 기후시에서 태어났다. 구제 기후 중학교(지금의 기후현립 기후 고등학교)와 구제 제일고등학교를 거쳐 1927년 3월에 도쿄 제국대학(지금의 도쿄 대학) 법학부 법률학과(영법)를 졸업했다. 대학생 때인 1926년 11월에 고등문관시험 행정과와 사법과에 합격하여 졸업 후 대장성 대신관방 문서과에서 관료 생활을 시작했다.
하마마쓰세무서장, 마쓰도세무서장, 외환국 총무과장, 흥아원 경제부 제4과장, 대장성 총무국 총무과장, 모지해운국 차장, 대장성 금융국 차장, 외자국장, 주계국장, 전매국 장관 등을 역임한 뒤 1948년 3월에 대장차관에 취임했다. 1949년에는 일본전매공사 부총재가 되었다가 1950년 6월 관직에서 물러난 뒤 자유당 공천을 받고 참원선에 출마해 당선되면서 정치인이 되었다.
1951년 7월에 출범한 제3차 요시다 내각 (제2차 개조)에서 건설상 겸 홋카이도 개발청 장관으로 입각했으며 1952년 4월부터는 행정관리청 장관도 겸임했다. 같은 해 10월 내각에서 물러났고 이후 참의원 의원에서 물러나서 1953년 4월에 시행된 총선에 출마해 당선되었다.
보수합동으로 탄생한 자유민주당에서 굉지회에 소속되었다. 1966년 총재 선거 때 사토 에이사쿠의 재선에 반대하며 출마했지만 9표에 그쳤다. 이때 굉지회를 이탈했고 이후 청화회에 가입했다. 1976년 11월에 미키 내각 (개조)이 출범하자 경제기획청 장관에 취임했다.
1979년 총선에서 낙선하자 정계를 은퇴했다. 1986년 11월에 훈1등 욱일대수장을 수훈했다.
1997년 1월 29일에 호흡부전으로 사망했다. 향년 93세. 사후에 정3위에 추서됐다.

## 이야깃거리
『기네스 세계 기록』 일본어판에 세계에서 가장 많은 편지를 쓴 사람으로 등재된 적이 있었다. 1961년부터 1985년까지 병상에 있던 아내에게 편지를 1,603통을 보낸 것이 인정받은 것인데 이 편지들은 나중에 후원회가 자비로 25권 분량의 책으로 출판했다. 다만 이 기록은 현재 『기네스 세계 기록』에는 등재되어 있지 않다.

## 역대 선거 기록
|  | 0% |

|  | 12.4% |

|  | 15.5% |

|  | 15.4% |

|  | 16.2% |

|  | 15.4% |

|  | 11.2% |

|  | 12.7% |

|  | 12.8% |

|  | 14% |

|  | 11.9% |

| 전임 스토 히데오 | 제3대 홋카이도 개발청 장관 1951년 7월 4일~1952년 10월 30일 | 후임 사토 에이사쿠 |

| 전임 스토 히데오 | 제6대 건설대신 1951년 7월 4일~1952년 10월 30일 | 후임 사토 에이사쿠 |

| 전임 기무라 도쿠타로 | 제9대 행정관리청 장관 1952년 4월 5일~1952년 10월 30일 | 후임 혼다 이치로 |

| 전임 후쿠다 다케오 | 제27대 경제기획청 장관 1976년 11월 16일~1976년 12월 14일 | 후임 구라나리 다다시 |